# Ак-Дебенский аильный округ (Аламудунский район)
Ак-Дебенский аильный округ (аймак) — административная единица в Чуйском районе Чуйской области Кыргызстана.
Код COATE — 41708 203 803 00 0

## Население
По данным переписи 2022 года, в аильном округе проживало 2 350 человек.

## Административное деление
В состав Ак-Дебенского аильного округа ныне входят населённые пункты:
- Кайырма
- Молдовановка

## Примечание
1. ↑  Государственный классификатор система обозначений объектов административно-территориальных и территориальных единиц Кыргызской республики. Архивная копия от 18 марта 2018 на Wayback Machine — Бишкек: Национальный статистический комитет Кыргызской республики, 2017.
2. ↑  Численность населения областей, районов, городов,поселков городского типа, айылных аймаков и айылов (сел) Кыргызской Республики Архивная копия от 10 ноября 2021 на Wayback Machine (на 2022 год).